# Askat Žitkeev
Askat Žitkeev (in kazako Асқат Жіткеев?; Astana, 13 aprile 1981) è un judoka kazako, vincitore della medaglia d'argento nella categoria fino a 100 kg alle Olimpiadi del 2008.

## Palmarès
- Giochi olimpici estivi

2008 - Pechino: argento nei 100 kg.
- Campionati mondiali di judo

2001 - Monaco di Baviera: bronzo nei 100 kg.
- Giochi asiatici

2002 - Pusan: bronzo nei 100 kg.
- Campionati asiatici di judo

2004 - Almaty: oro nei 100 kg.
2005 - Tashkent: argento nei 100 kg.